# Carex hendersonii
Carex hendersonii är en halvgräsart som beskrevs av Liberty Hyde Bailey. Carex hendersonii ingår i släktet starrar, och familjen halvgräs. Arten är utbredd från sydvästra Kanada till Kalifornien. Inga underarter finns listade i Catalogue of Life.